# テラプレーン (小説)
『テラプレーン』（原題：Terraplane）は、ジャック・ウォマックの長篇小説。1988年発行。ウォマックによる「アンビエント」シリーズ（「ドライコ」シリーズとも呼ばれる）の第2作。日本では、黒丸尚の翻訳で早川書房より発行された。
題名は、ハドソン社の自動車であるテラプレーンと、同名の自動車を題材にしたロバート・ジョンスンの『テラプレーン・ブルーズ』から。これらは作品内にも登場する。

## 概要
『アンビエント』の続編というかたちをとりつつ、登場人物を一新して物語が展開。黒人の退役軍人を語り手にすえ、危険な任務や道中で遭遇する人種差別と平行して、内戦の悲惨な体験、成功者となる過程で得た苦しみが回想されてゆく。本作品でのウォマックの言語のこだわりは、ロシア語と1930年代の英語、モールス信号などに表れている。特に、語り手たちと1930年代の人物によるちぐはぐな会話は、ユーモラスにも読めるようになっている。
『アンビエント』では、創世の際に神が二つに分かれて狂ってしまったというアンビエントの教義が語られた。本作品では、過去の地球に似たもう一つの世界が登場し、アンビエントの教義が物理的に裏付けられる。
シリーズ6部作を時系列に並べると4番目にあたる作品。最初にあたる『ランダム・アクツ・オブ・センスレス・ヴァイオレンス』は1998年が舞台であり、その約19年後が想定されている。

### キーワード
ドライコ（Dryco）
アメリカを支配する多国籍企業。麻薬売買の会社を母体に、1990年代の経済危機とキリスト教の失墜を機会に勢力を拡大。世界各地に手を伸ばしている。本作品の時代は、ロックフェラー・センターからブロンクスへ本社が移転中。
クラースナヤ（Krasnaya）
ロシアを支配する巨大組織。アメリカのドライコに相当する。スターリンを広告塔として利用し、国内で消費を強制している。いくつもの警察組織をもち、最も恐れられている集団は「ドリーム・ティーム」（ロシア語でShnitmilit）と呼ばれている。
別の世界
過去の地球に似ているが、異なる歴史をもつ世界。リンカーンが大統領となる前に暗殺され、奴隷制度が20世紀まで存続した。ニューヨーク万博が開催される陰で、ナチス・ドイツのヨーロッパ侵攻が迫りつつある。宗教面ではグノーシス主義が存続し、アメリカでも広く信仰されている。また、ドブラトフ症候群という伝染病の流行によって数百万人が死亡している。

## 主な登場人物
ルーサー・ビガースタッフ（Luther Biggerstaff）
本作品の語り手。ドライコの幹部である退役将軍で、47歳。ドライコ上層部のなかでは数少ない黒人であり、クラシック音楽を愛好する。裕福な一族のもとで育ったのち軍に入隊したが、ロングアイランドで戦った経験に今も悩まされ、悪夢を見る。もうひとつの世界においては、それまで受けたことのない差別を体験してとまどう。キャスリンという妻がいたが、彼の元を去っている。
ジェイク（Jake）
ドライコの保安コンサルタントで凄腕の殺し屋。道中、幾度もルーサーを危機から守る。自分のスタイルと任務の遂行にこだわりをもち、白リネンのスリー・ピースを着る。ロバート・ジョンスンの音楽を好み、ポケットプレイヤーでしばしば聴いている。任務の最中に助けたオクチャブリャーナに惹かれる。
マリュータ・スクラートフ（Maliuta Skuratov）
企業家。ロシアでのルーサーの接触相手。一族は、ソ連時代はノーメンクラツーラに属していた。表向きはルーサーに協力しつつ、みずからの目的を達する機会を狙っている。
アレクサンドル・アリョーヒン（Alexander Alekhine）
ロシアの科学者。別世界へと移動できる移転装置を発明し、ドライコによる捕獲作戦の標的にされる。スターリンの崇拝者であり、もうひとつの世界で彼に会おうとする。
オクチャブリャーナ・オシポヴァ（Oktobriana Osipova）
アリョーヒンの研究を手伝っていた科学者で、彼の婚約者。23歳のグルジア系。頭脳明晰で運動神経に優れている。ジェイクに助けられたのがきっかけで好意を寄せ、彼を戸惑わせる。
ジョンスン（Johnson）
士官時代のルーサーの部下で、軍曹。ロングアイランドではルーサーと共に戦った。ルーサーの悪夢の原因でもある人物。
ノーマン・クウォールズ（Norman Quarles）
ハーレムの医師。通称ドク（Doc）。49歳。別世界から迷い込んだルーサーたちを未来人だと思い込み、彼らを助ける。奴隷だった経験を持ち、同じ黒人でありながら、自分と大きく異なるルーサーの言動に驚く。医院があるビルの地下にはナイトクラブ《アビシニア》があり、ジャズやブルーズのライヴが開かれている。
ワンダ（Wanda）
看護婦。ノーマンの妻。口やかましいが面倒見は良い。ノーマンと同じく元奴隷で、10代で彼と結婚して以来、ともに幾度も命がけの経験をしてきた。
セドリック（Cedric）
何でも屋。ドクの友人。パスポートの偽造やナンバープレートの交換なども手がけ、ルーサーたちを助ける。
スターリン（Stalin）
政治家。クラースナヤ支配下のロシアでは “ビッグ・ボーイ” と呼ばれ、消費欲をあおるためのシンボルに使われている。
ニコラ・テスラ（Nicola Tesla）
科学者。発明家。ニューヨーク万博の会場で、テスラ・コイルを用いた大規模な実験を行なう。
ロバート・ジョンスン（Robert Johnson）
ブルーズ・ミュージシャン。ルーサーの住む世界では1938年に死亡したが、もうひとつの世界では1939年になっても活躍している。《アビシニア》でライヴを行なう。
アリス（Alice）
ドライコの人工知能。ルーサーの任務をサポートする。

## あらすじ
ルーサーとジェイクは、モスクワでロシア人のスクラートフと会う。表向きはビジネスだが、真の目的は、科学者アリョーヒンの捕獲だった。アリョーヒンは、特殊な移転装置を開発したという噂が流れており、ドライコは彼の発明と身柄を欲していた。
アリョーヒンの行方がつかめないため、彼の仲間のオクチャブリャーナのもとへ向かうルーサーたち。彼女の住まいで移転装置を見つけるが、スクラートフの裏切りにあう。間一髪でスクラートフを捕らえたルーサーとジェイクは、オクチャブリャーナを連れて小型飛行機で逃亡する。しかし国境を越える前に敵に追いつかれ、最後の手段として移転装置を作動させる。
移転装置によって、一瞬で北米上空へ到着したルーサーたち。助かったと思ったのも束の間、通信から流れる言葉にはなじみがなく、ドライコからの緊急連絡も受けつけない。不時着をした彼らが目にしたのは、いまだ1939年のマンハッタンだった。移転装置は、別の世界へと移動する機能を持っていたのだ。黒人医師のノーマンに助けられたルーサーは、もとの世界へ戻ろうと苦闘するが、その身に危険が迫る。さらに、彼らの知らぬところで刻々と事態は悪化し、双方の世界に重大な影響を与えてしまう。

## 年表
以下は、シリーズ6作の記述をもとに本作品の出来事を年表にしたもの。特に1998年以降については、数年のずれが生じている可能性あり。ページ数は、ハヤカワ文庫版による。

### ドライコの世界の出来事
- 1861年3月4日：リンカーン、大統領に就任
- 1861年4月12日：南北戦争開始
- 1865年4月9日：南軍リー将軍投降、事実上南北戦争終結
- 1865年4月15日：リンカーン、暗殺される
- 1865年12月：奴隷制廃止
- 1879年12月21日：スターリン誕生
- 1914年：第一次世界大戦開始
- 1920年1月16日：禁酒法成立
- 1929年10月24日：ウォール街の大暴落。世界大恐慌
- 1933年：ローズヴェルト、大統領に就任
- 1938年8月：ロバート・ジョンスン死亡
- 1939年9月：ナチス・ドイツ、ポーランドを侵攻(p368)
- 1941年：日本、真珠湾を攻撃(p368)
- 1971年：ルーサー・ビガースタッフ誕生(p177)
- 197?年：マリュータ・スクラートフ誕生(p11)
- 197?年：クォールズ夫妻死亡(p422)
- 1980年：ルーサー、両親に顕微鏡をもらう(p260)
- 1985：アメリカとロシア、国家間戦争開始(p12)
- 1989年?、1993年?：ルーサー、少尉で軍に入隊(p9,196)
- 1995年：オクチャブリャーナ・オシポヴァ誕生(p42)
- 199?年：軍、ロングアイランドのアマガンセットとウェインスコットを攻撃(p338)
- 199?年6月：ルーサー、ロングアイランドで最初の作戦行動。サウスハンプトン急襲を援助。階級は中尉(p338)
- 199?年：ルーサー、ジョンスンを殺す(p266,396)
- 199?年：ルーサー、1年後にロングアイランドより帰還(p375)
- 2006年：ルーサー、退役時に少将に昇進。35歳(p9,195)／ルーサー、ドライコに入社(p21)
- 20??年：ルーサーの妻キャスリン、彼のもとを去る(p248)
- 20??年：黒人の大統領誕生。2年後、カンザスシティで暗殺される(P199)
- 201?年：オマリイ、ロイサイダの建築物を一掃(p252)
- 2015年5月?：オクチャブリャーナ、実験用テスラコイルの監督(p126)
- 2015年：ドゥビーナでアリョーヒンの実験成功(p47)／ルーサー、スクラートフと接触(p47)
- 2015年：ドライコ、ロシアの追跡器を入手(p64)
- 2016年?：ロングアイランド戦争終結(p391)
- 2016年2月?：アリョーヒン、最初の転移(p126)
- 2016年2月?：アリョーヒン、帰還(p126)
- 2016年2月?：アリョーヒン、再び転移。3週間で戻ると言う(p90,127)
- 2016年3月X-2日：オクチャブリャーナ、ドゥビーナからモスクワへ(p12)
- 2016年3月X日：ルーサーとジェイク、スクラートフと食事(p7)／ジェイク、強盗を倒す(p35)
- 2016年3月X+1日：ルーサー、アリスと接触(p38)／ルーサー達、スクラートフと合流(p57)／オクチャブリャーナを捕らえる(p77)／アリョーヒン装置を入手(p82)／スクラートフの別荘から離陸(p108)／ルーサー達、転移(p115)／アリョーヒン、スターリンを連れて帰還(p350)
- 2016年3月X+3日：ルーサー、ワンダを連れて帰還(p416)
- 2016年：ドヴラトフ症候群がドライコの世界でも流行。数百万人が死亡(p420)
- 2035年11月：ワンダ死亡(p423)

### パラレルワールドの出来事
- B.C.?：光の子、闇の子の手勢と戦う。アルビ派聖書の記述(p347)
- 13世紀?：ウァレンティノス派、パウロ派、アルビ派、カトリックと共に存続する。聖パウロ教理、改革派光のイエス・アルビ派教会(p380)
- 1861年2月：リンカーン、第16代大統領就任式前にボルティモアにて暗殺される(p279)
- 1888年：ワンダ・キャロル（クォールズ）誕生(p248)
- 1890年：ドクことノーマン・クォールズ誕生(p177)／ノースカロライナのレナルズ社のバーリイ煙草栽培地で育つ(p268)
- 1898年?：キューバ、米西戦争後にアメリカ準州になる。のちに第50番目の州に(p271,363)
- 1905年：ノーマン、コカ・コーラに売られる(p267)ノーマン、アトランタへ(p269)
- 1906年：ノーマン、ワンダと結婚(p270)／ノーマン、去勢される(p366)／ノーマンとワンダ、キューバへ送られる(p271)
- 1907年：恐慌(p272)／セオドア・ローズヴェルト、奴隷制を違法化(p272)／ノーマンとワンダ、キューバからフロリダへ(p361)
- 190?年：ノーマンとワンダ、サン・ファン・ヒルへ(p300)
- 1909年2月：ドヴラトフ症候群、イルクーツクで発見(p274)
- 1914年?：第一次世界大戦開始
- 191?年：ノーマン、志願し軍に入隊(p175)
- 1919年?：ノーマン、シベリアへ(p175)
- 1920年?：禁酒法成立(p300)
- 1920年?：ノーマン、軍を除隊(p300)
- 192?年：ノーマン、セドリック、ヴァーノンが密造酒商売を開始(p301)
- 1929年：大暴落(p298)／ドヴラトフ症候群の流行おさまる(p275)
- 1931年：チャーチル、ニューヨークで交通事故死(p280)
- 1932年?：ノーマンとワンダ、ロングアイランドに廃屋を見つける(p339)
- 1932年?：フランクリン・ローズヴェルト、大統領選挙でハーバート・フーヴァーに勝利(p280)
- 1933年：ユナイテッド・ステーツ銀行創設(p234)
- 1933年2月?：ローズヴェルト、第30代大統領就任式前にジョーゼフ・ザンガラに暗殺される(p280)
- 1938年10月31日（月）：オーソン・ウェルズの『宇宙戦争』ラジオ放送(p291)
- 1938年12月23日（金）：カーネギー・ホールで「スピリチュアルからスウィングまで」ライヴ、ジョンスン出演(p294)
- 1939年5月：アリョーヒン、転移に成功し、帰還(p126)
- 1939年5月?：アリョーヒン、再転移(p351)
- 1939年6月上旬：ノーマンとワンダ、博覧会を訪れる(p399)
- 1939年6月16日（金）：ルーサー達、ニュー・ジャージーに不時着(p134)／オクチャブリーナ、DSに感染(p356)／ルーサー達、ノーマンと出会う(p149)／《アビシニア》でレスター・ヤングとチャーリー・パーカーのライヴ(p231)／アリョーヒン、スターリンを連れて転移(p350)
- 1939年6月17日（土）：朝食(p227)／英国エドワード王、ランドン大統領と会見(p227,244)／ルーサー、パスポート偽造(p239)／《アビシニア》でジョンスンのライヴ(p306)／ノーマン射殺される(p315)／ポストモダン反応(p319)／セドリックからナンバープレートを受け取る(p328)／ルーサー達、ロングアイランドへ(p337)／廃屋で、アルビ派聖書を読む(p347)
- 1939年6月18日（日）：ベルビュー病院でスクラートフを殺す(p391)／オクチャブリーナ死ぬ(p409)／テスラ、博覧会でコイル作動(p413)／ジェイクが車を降り、ルーサーはワンダを連れ帰還(p416)
- 1939年8月17日：キャピトル劇場にて『オズの魔法使』公開(p171)

## シリーズの他作品との関連
シリーズ作品を時系列に沿って並べると、以下のようになる。
1. ランダム・アクツ・オブ・センスレス・ヴァイオレンス（Random Acts of Senseless Violence）
  - ロングアイランド戦争の発端が描かれる。
2. ヒーザーン（Heathern） - 1.の約半年後
  - 新米時代のジェイクが登場。
  - 本作1章で強盗にとどめを刺したときと同内容のセリフをジェイクが口にする。
  - ロングアイランド戦争が長期化した裏事情が明かされている。
3. アンビエント（Ambient） - 2.の約13年後
  - ドライコのメインオフィス統括者としてジェイクが登場。
  - ジェイクのものと同型と思われる小型チェーンソウが登場。この頃すでに対人用に使われている。
  - ロングアイランド戦争中のマンハッタンが描かれる。
  - ルーサーの部下が、敵を表す言葉として使った「アンビエント」が登場。
4. テラプレーン（Terraplane） - 本作：3.の約6年後
5. エルヴィシー（Elvissey） - 4.の約16年後
  - ジェイクの部下だった元保安部員が登場。ジェイクの著書『刃生』（Knifelife）を読んでいる。
  - 帰還後のルーサーが登場。もうひとつの世界のその後が描かれる。
  - ルーサーが目にしたグノーシスについて、引き続き描かれる。
  - アリョーヒンが発明した転移装置のその後が描かれる。
6. ゴーイング、ゴーイング、ゴーン（Going, Going, Gone） - 5.の約14年後
  - もうひとつの世界のその後が描かれる。

## 日本語訳
- 『テラプレーン』（1992年、ハヤカワ文庫SF）　黒丸尚訳、柾悟郎解説、小阪淳装丁